# Rivière du Bois Blanc
Pour les articles homonymes, voir Bois Blanc.
La rivière du Bois Blanc est un affluent du chenal aux Castors, coulant sur la rive nord du fleuve Saint-Laurent, et traversant les municipalités de Saint-Justin et de Maskinongé, dans la municipalité régionale de comté (MRC) de Maskinongé, dans la région administrative de Lanaudière, au Québec, au Canada.
Ce cours d’eau descend généralement vers le sud-est, d’abord en zone forestière, puis en zone agricole dans les basses-terres du Saint-Laurent.
Le cours de la rivière s’écoule plus ou moins en parallèle, entre la rivière de l'Ormière (situé au nord-est) et la rivière Cachée, située au sud-est. La route Savoie longe du côté sud-ouest la partie intermédiaire de la rivière ; la route du Bois-Blanc longe le côté nord-est.

## Géographie
La Rivière du Bois Blanc prend sa source d’un ruisseau forestier, situé dans Saint-Justin du côté nord du chemin de fer, soit à :
- 9,5 km au nord-ouest du centre du village de Maskinongé ;
- 3,8 km à l'ouest du centre du village de Saint-Justin ;
- 13,1 km au nord-ouest de la rive nord-ouest du fleuve Saint-Laurent.

La Rivière du Bois Blanc coule sur 13,4 km, selon les segments suivants :
- 1,8 km vers le sud-est dans Saint-Justin en coupant la route du Bois-Blanc, jusqu’au chemin de fer ;
- 1,4 km vers le sud-est, jusqu’au pont de la route Gérin ;
- 2,4 km vers le sud-est, en serpentant, jusqu’à la limite de Maskinongé ;
- 0,2 km vers le sud-est, jusqu’au pont de la route du Pied-de-la-Côte ;
- 3,3 km vers le sud-est en coupant la route du Grand-Saint-Jacques, jusqu’au pont du chemin de fer ;
- 2,8 km vers le sud-est en coupant le boulevard Ouest, jusqu’au pont de l’autoroute 40 ;
- 1,8 km vers le sud-est en coupant la route du Nord, jusqu’à la confluence de la rivière[2].

La Rivière du Bois Blanc se déverse sur la rive nord-ouest  du chenal aux Castors, en face de l’île « Le Nid d’Aigle » ;  ce chenal s’écoule vers les Nord-Est jusqu’à la rive nord-ouest du fleuve Saint-Laurent. La confluence de la Rivière du Bois Blanc est située à :
- 7,1 km au nord-est du village de Maskinongé ;
- 6,5 km au sud-est du centre du village de Saint-Barthélemy ;
- 1,1 km en aval de la confluence de la Rivière Cachée ;
- 1,4 km en amont de la confluence de la rivière Maskinongé.

## Toponymie
Le toponyme rivière du Bois Blanc a été officialisé le 5 décembre 1968 à la Commission de toponymie du Québec.